# Betliar
Betliar (deutsch Betler, ungarisch Betlér) ist eine Gemeinde in der Ostslowakei. Sie liegt im südöstlichen Teil des Slowakischen Erzgebirges im Tal der Slaná etwa 6 km von Rožňava entfernt.

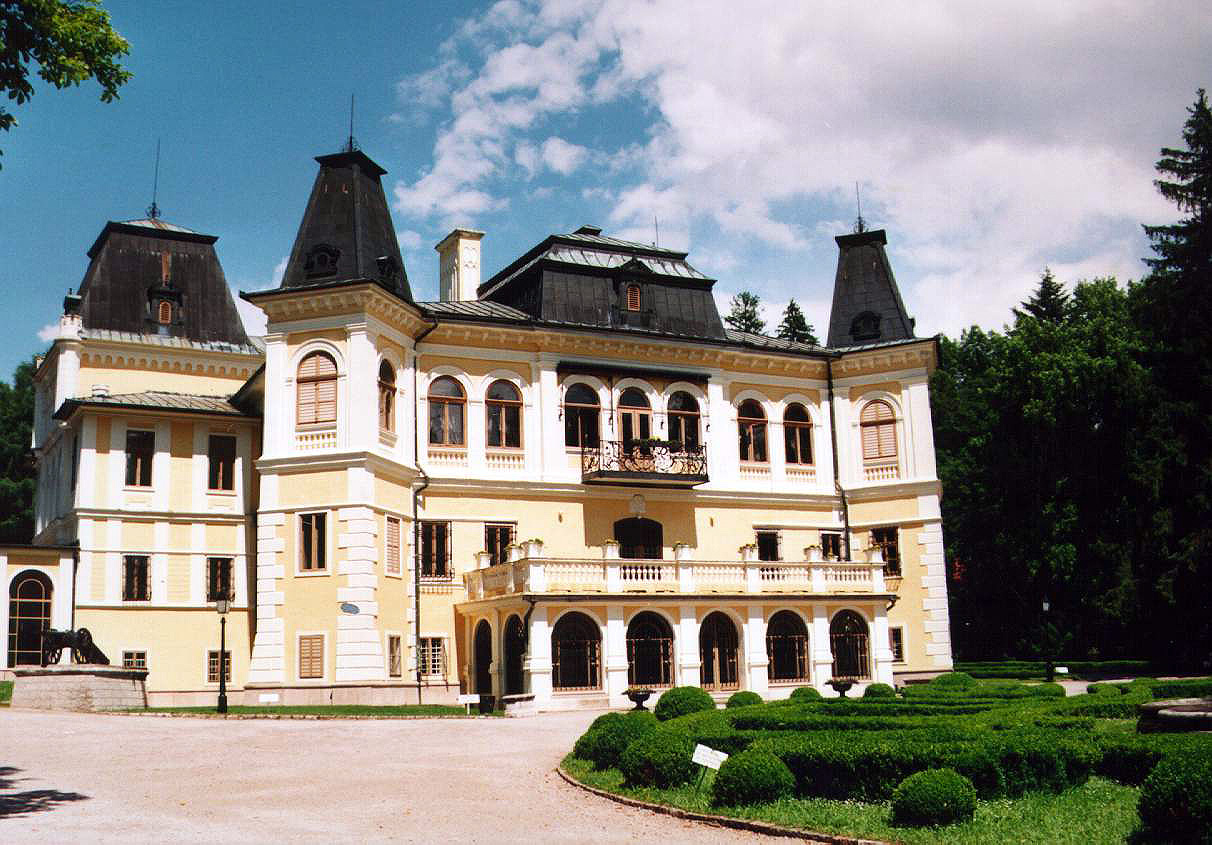
Schloss Betliar

Der Ort wurde 1330 zum ersten Mal schriftlich als Bethler erwähnt. Heute ist der Ort für das Schloss Betliar bekannt. Es wurde am Anfang des 18. Jahrhunderts auf den Fundamenten eines älteren Renaissance-Schlosses aufgebaut.

## Bevölkerung
| Jahr                | 1994 | 2004    | 2014    | 2024    |
| ------------------- | ---- | ------- | ------- | ------- |
| Anzahl der Personen | 966  | 979     | 946     | 917     |
| Unterschied         |      | +1,34 % | −3,37 % | −3,06 % |

| Jahr                | 2023 | 2024    |
| ------------------- | ---- | ------- |
| Anzahl der Personen | 914  | 917     |
| Unterschied         |      | +0,32 % |